# تری سیمونز
تری سیمونز (انگلیسی: Tre Simmons؛ زادهٔ ۲۴ ژوئیهٔ ۱۹۸۲) بازیکن بسکتبال اهل ایالات متحده آمریکا است.
از باشگاه‌هایی که در آن بازی کرده‌است می‌توان به باشگاه بسکتبال گرن کاناریا اشاره کرد.